# Tonatan
Tonatan is een bestuurslaag in het regentschap Ponorogo van de provincie Oost-Java, Indonesië. Tonatan telt 6983 inwoners (volkstelling 2010).